# AMP (entreprise)
Pour les articles homonymes, voir AMP.
AMP est une compagnie d'assurances australienne qui faisait partie de l'indice S&P/ASX 50.

## Historique
AMP a commencé à ses débuts en offrant à ses clients des produits d'assurance de type assurance-vie, sous sa première étiquette : Australian Mutual Provident Society.